# Trachylepis sulcata
Trachylepis sulcata är en ödleart som beskrevs av  Peters 1867. Trachylepis sulcata ingår i släktet Trachylepis och familjen skinkar. Inga underarter finns listade i Catalogue of Life.